# Pavle Jurišić Šturm
Pavle Jurišić Šturm (njem. Paulus Sturm, srp. Pavle Jurišić „Šturm“; Görlitz, 22. kolovoza 1848. – Beograd, 14. siječnja 1922.) je bio general srpske vojske tijekom Balkanskih ratova te u prvom svjetskom ratu. (1912-1918).

## Nadimak
Pavle je zbog svojih vojnih zasluga i manevara dobio nadimak Šturm (njem. Paulus Sturm), što na njemačkom znači oluja.

## Život
Rodio se 22. kolovoza 1848. godine u Zgorželcu (Lužica), dok je Vojnu akademiju završio u Wrocławu (Šleska). Po završenoj vojnoj školi kao časnik Pruske sudjeluje u francusko-pruskom ratu (1870. – 1871.).

### Pavle Jurišić kao časnik vojske Srbije
Po izbijanju neprijateljstava između kneževine Srbije i Osmanskog Carstva, dolazi u Srbiju i kao dobrovoljac sudjeluje u srpsko-turskim ratovima (1876. – 1878.) s činom zapovjednik bataljuna, da bi kraj rata dočekao s činom zapovjednika puka. Tijekom balkanskih ratova zapovijeda drinskom divizijom, koja se posebno istakla u Kumanovskoj bitci probivši tursku obranu. Prvi svjetski rat dočekao je na čelu III. armije. Velikim zalaganjem njegove III. armije spriječen je prodor austrougarskih trupa u Srbiju čime je generalu Stepi Stepanoviću i njegovoj I. armiji omogućeno da izvrši raspoređivanje i odnese prvu pobjedu Antante nad Središnjim silama u Cerskoj bici. Kao zapovjednik III. armije sudjelovao je u operacijama srpske vojske tijekom jeseni 1914. godine, čija je posljedica bila odlučna pobjeda u Kolubarskoj bici. Tijekom združenog napada na kraljevinu Srbiju 1915. godine u kome su sudjelovale Austro-Ugarska, carevina Njemačka i kraljevina Bugarska trupe pod njegovom komandom pružale odlučan otpor XI. njemačkoj armiji sprječavajući njen prodor na Moravsku dolinu.
Pavle Jurišić Šturm preminuo je u Beogradu 1922. godine.